# Liste der Naturdenkmale in Hauneck
Die Liste der Naturdenkmale in Hauneck nennt die im Gebiet der Gemeinde Hauneck im Landkreis Hersfeld-Rotenburg in Hessen gelegenen Naturdenkmale.

## Naturdenkmale
| Bild            | Bezeichnung                           | Ortsteil, Lage                            | Beschreibung       | Art                      | Nr.     |
| --------------- | ------------------------------------- | ----------------------------------------- | ------------------ | ------------------------ | ------- |
| BW              | Rosskastanie (Aesculus hippocastanum) | Rotensee 50° 49′ 59,6″ N, 9° 44′ 6″ O     | Drei Rosskastanien | Gewöhnliche Rosskastanie | 3632300 |
| BW              | Linde (Tilia)                         | Rotensee 50° 50′ 37,4″ N, 9° 44′ 13,5″ O  | Vollmarslinde      | Linde                    | 3632301 |
| BW              | Linde (Tilia)                         | Rotensee 50° 50′ 17,3″ N, 9° 44′ 17″ O    | Eine Linde         | Linde                    | 3632303 |
| Fotos hochladen | Haune                                 | Unterhaun 50° 50′ 22,5″ N, 9° 42′ 58,4″ O | Haune (Altwasser)  | Nebenfluss               | 3632304 |
| BW              | Kiefern und Eschen                    | Unterhaun 50° 50′ 6,3″ N, 9° 43′ 29,8″ O  | Kiefern und Eschen |                          | 3632305 |